# Byron Football Club
Byron Football Club foi um clube brasileiro de futebol sediado no bairro do Barreto, em Niterói, no estado do Rio de Janeiro. Fundado em 21 de outubro de 1913, o clube teve destaque no cenário esportivo local nas primeiras décadas do século XX, conquistando diversos títulos no Campeonato Niteroiense de Futebol. O clube encerrou suas atividades em 1978.

## História
O Byron Football Club foi fundado em 21 de outubro de 1913, no bairro do Barreto, em Niterói. O nome do clube foi uma homenagem ao poeta inglês George Gordon Byron, uma escolha que visava atrair os funcionários de origem britânica da Companhia Manufatora de Tecidos, onde o clube mantinha seu campo, localizado na Rua Doutor March.
Com o apoio de comerciantes locais e diretores da fábrica, o Byron estruturou equipes em diversas categorias, incluindo futebol de base, e também se aventurou em outras modalidades esportivas, como boxe e basquete.
Foi campeão do Campeonato Fluminense em 1917, 1922, 1924 e 1925 e do Campeonato Niteroiense de 1934.

### Declínio e extinção
No final da década de 1940, a Companhia Manufatora de Tecidos decidiu montar sua própria equipe de futebol, o Manufatora Atlético Clube, o que levou a um conflito com o Byron. O clube foi despejado do campo que utilizava, resultando em um enfraquecimento significativo. Em 1953, o Byron abandonou o futebol profissional e passou a se dedicar apenas a eventos sociais, até ser oficialmente extinto em 1978, quando a sede foi derrubada para a ampliação da BR-101.

## Títulos
| ESTADUAIS      | ESTADUAIS              | ESTADUAIS | ESTADUAIS              |
|                | Competição             | Títulos   | Temporadas             |
| -------------- | ---------------------- | --------- | ---------------------- |
|                | Campeonato Fluminense  | 1         | 1917, 1922, 1924, 1925 |
| Torneio Início | 1                      | 1927      |                        |
| MUNICIPAIS     |                        |           |                        |
|                | Competição             | Títulos   | Temporadas             |
|                | Campeonato Niteroiense | 1         | 1934                   |
| Torneio Início | 1                      | 1929      |                        |

## Participação em competições
Em 1935, o desempenho do Byron no Campeonato Niteroiense rendeu ao clube um convite para disputar o Torneio Aberto da Liga Carioca de Football, realizado nos estádios das Laranjeiras e Campos Sales. Na competição, o Byron enfrentou o Flamengo, sendo derrotado por 9 a 2, e o Anchieta, perdendo por 3 a 2, o que resultou na eliminação do clube ainda na primeira fase.

## Legado
O Byron Football Club é lembrado por ter revelado Thomaz Soares da Silva, conhecido como Zizinho, um dos maiores craques do futebol brasileiro. Nascido em São Gonçalo em 14 de setembro de 1921, Zizinho iniciou sua carreira nas categorias de base do Byron antes de se transferir para o Flamengo em 1939, onde substituiu o lendário Leônidas da Silva em sua estreia.